# Barrio Nuevo Mundo (Venezuela)
Nuevo Mundo es uno de los sectores que conforman la ciudad de Cabimas en el estado Zulia (Venezuela). Pertenece a la parroquia Jorge Hernández.

## Ubicación
Se encuentra entre los sectores Dr Raúl Osorio Lazo al norte (carretera L),  Barlovento al oeste (Av 34) y terrenos baldíos al este y sur.

## Zona Residencial
Nuevo Mundo es uno de los sectores periféricos de Cabimas, ubicado en la carretera L entre las Av 34 y 42, está formado por 2 calles, la L y la 41 y rodeado de terrenos, al sur aunque desconectada del barrio se encuentra la calle Santa Clara.

## Vialidad y Transporte
La vía principal es la carretera L, asfaltada hasta la 41, la otra calle es la 41 que atraviesa el barrio hasta un galpón industrial.